# Zael (kommun)
Zael är en kommun i Spanien.   Den ligger i provinsen Provincia de Burgos och regionen Kastilien och Leon, i den centrala delen av landet, 190 km norr om huvudstaden Madrid. Antalet invånare är 115. Arean är 18,8 kvadratkilometer.
Terrängen i Zael är platt.